# 阳和街道 (原阳县)
阳和街道是中华人民共和国河南省新乡市原阳县下辖的一个街道办事处。

## 行政区划
阳和街道下辖以下村级行政区划单位：
祖师庙社区、葛埠口村、白堤口村、张庄村、杨庄村、大张寨村、安庄村、魏店村、小庄村、李学彦庄村、娄月庄村、游堂村、毛庄村、邱庙村、刘秀王庄村、北朱庄村、郝庄村、时庄村、堂后村、丁庄村、樊庄村、棘针坟村、小李庄村、曹庄村、任庄村、薛庄村、马庄村、毛大庄村、汤庄村、卢圪当村。